# Peugeot 3008
De Peugeot 3008 is een compacte cross-over sports utility vehicle (SUV) van het Franse automerk Peugeot. Het model werd gepresenteerd in mei van 2008, en ging een jaar later in productie. Het is de eerste midi-SUV die bij Peugeot in productie ging.
In september 2016 onthulde Peugeot de New 3008 SUV. Deze tweede generatie komt begin 2017 op de markt. Nieuw zijn het kleinere stuur, zoals ook bij de 208, 2008, en 308, een aanraakscherm, en een heads-up display.
in 2012 zijn wereldwijd 441.500 exemplaren van de 3008 geproduceerd.
Van Euro NCAP kreeg de auto in 2016 vijf sterren.

## Eerste generatie

### Motoren
De Peugeot is verkrijgbaar met twee benzinemotoren. Een 1,6 VTi motor met 120 pk en een 1,6 THP motor met 156 pk. Evenals de Peugeot 5008, waarmee hij zijn onderstel deelt, is de Peugeot verkrijgbaar met drie dieselmotoren. Een 1,6 HDI met 112 pk, een 2,0 HDI met 150 pk en een 2,0 HDI Hybrid4 die 163 pk levert.

### Afbeeldingen

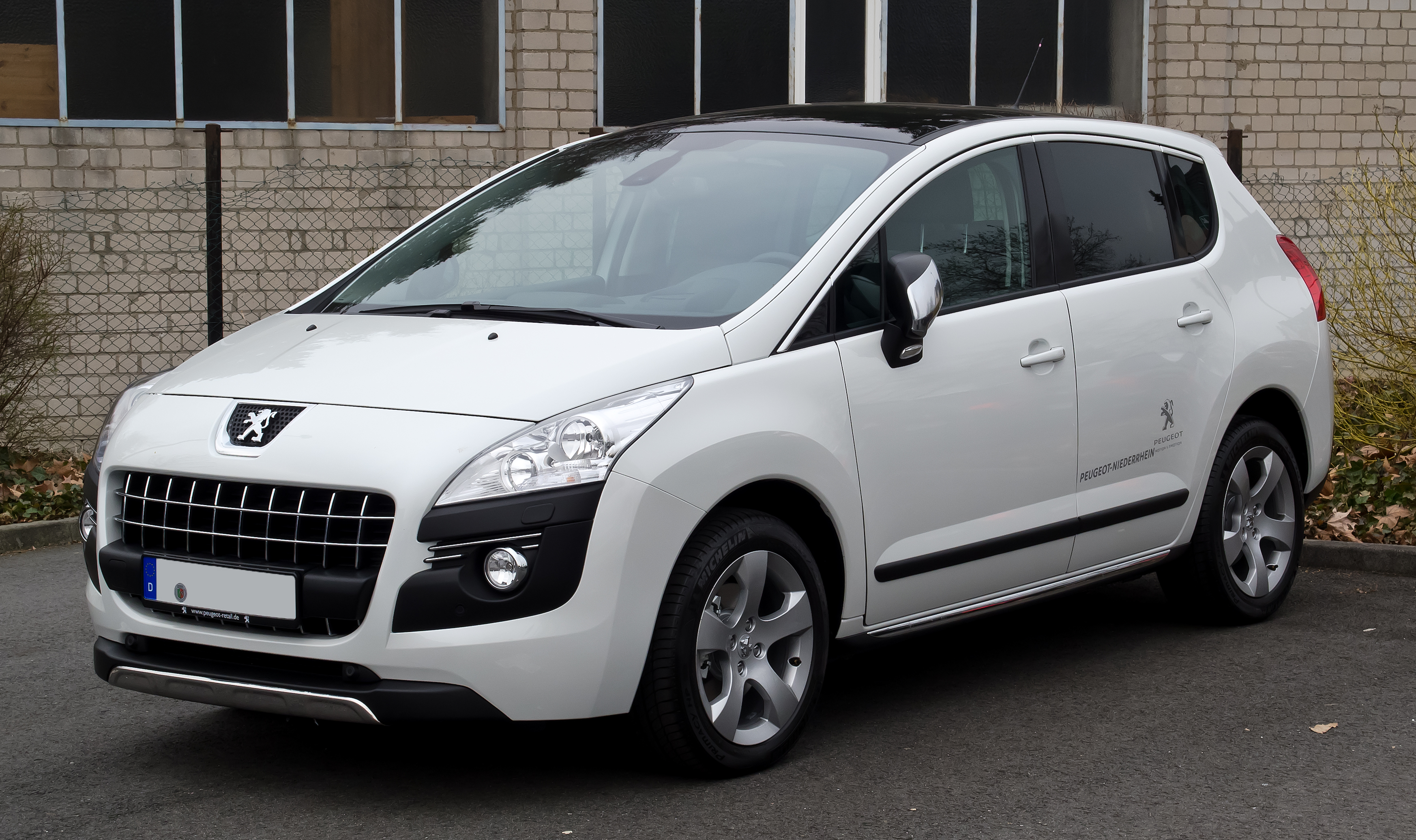
Voorkant modeljaar 2008-2012.
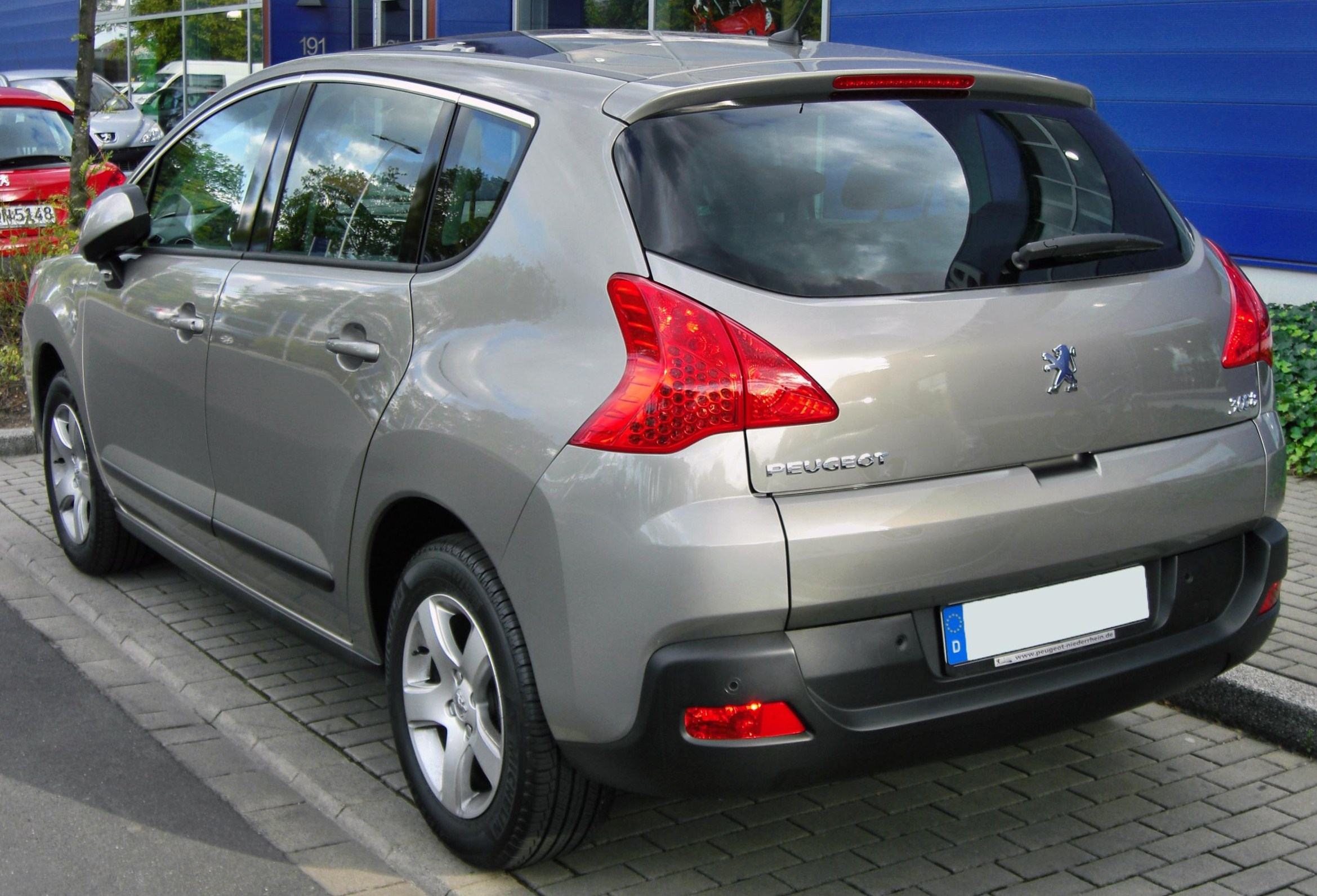
Achterkant
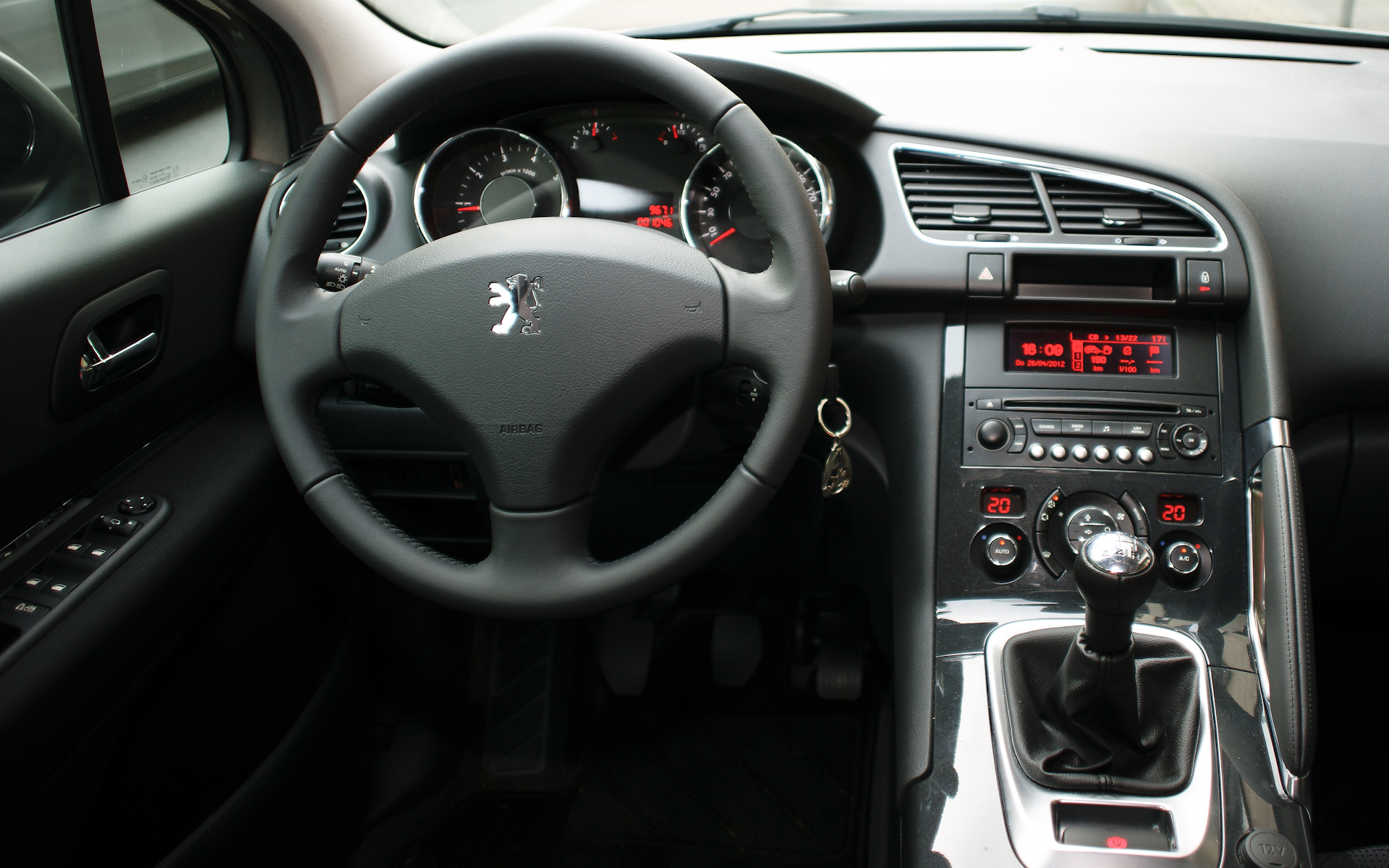
Dashboard
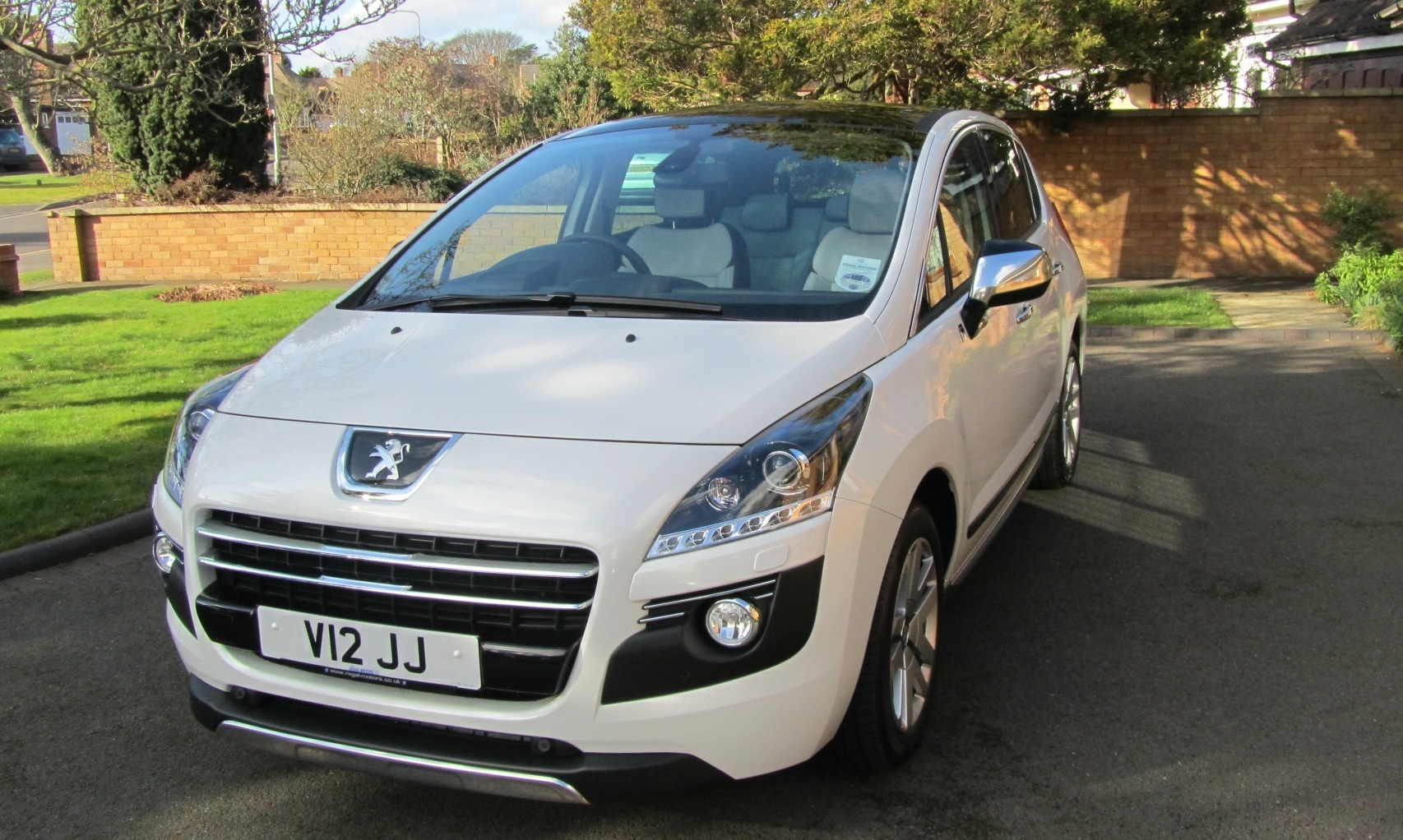
Gefacelift model vanaf 2012.

## Tweede generatie (2016-heden)
De tweede generatie 3008 werd in mei 2016 onthuld, en was op de Autosalon van Parijs voor het eerst te zien. Het model staat op EMP2 platform, hetzelfde platform dat ook voor de Opel Grandland X wordt gebruikt. Het model bevat de nieuwe generatie i-Cockpit van Peugeot. Daarbij is het voor het eerst mogelijk een geheel digitaal display te krijgen in plaats van analoge tellers.
In China wordt het model verkocht als Peugeot 4008, aangezien daar de eerste generatie 3008 nog steeds wordt verkocht.
In 2017 won de 3008 de verkiezing voor Auto van het Jaar.

### Motoren
| Benzinemotoren   | Benzinemotoren | Benzinemotoren | Benzinemotoren            | Benzinemotoren  | Benzinemotoren | Benzinemotoren         | Benzinemotoren | Benzinemotoren                 | Benzinemotoren | Benzinemotoren |
| Model            | Type motor     | Cilinderinhoud | Vermogen                  | Koppel          | Topsnelheid    | Acceleratie 0–100 km/h | Uitstoot       | Versnellingsbak                | Jaar           | Opmerking      |
| ---------------- | -------------- | -------------- | ------------------------- | --------------- | -------------- | ---------------------- | -------------- | ------------------------------ | -------------- | -------------- |
| 1.2 PureTech 130 | I3             | 1199 cm³       | 96 kW (130 pk) @5500 rpm  | 230Nm @1750 rpm | 188 km/h       | 10,6 s                 | 115 g/km       | 6-versnellingen handgeschakeld | 2016-          |                |
| 1.2 PureTech 130 | I3             | 1199 cm³       | 96 kW (130 pk) @5500 rpm  | 230Nm @1750 rpm | 188 km/h       | 10,5 s                 | 120 g/km       | 6-traps automaat               | 2016-          |                |
| 1.6 e-THP 165    | I4             | 1598 cm³       | 121 kW (160 pk) @6000 rpm | 240Nm @1400 rpm | 206 km/h       | 8,9 s                  | 129 g/km       | 6-traps automaat               | 2016-          |                |
| Dieselmotoren    |                |                |                           |                 |                |                        |                |                                |                |                |
| Model            | Type motor     | Cilinderinhoud | Vermogen                  | Koppel          | Topsnelheid    | Acceleratie 0–100 km/h | Uitstoot       | Versnellingsbak                | Jaar           | Opmerking      |
| 1.6 BlueHDi 120  | I4             | 1569 cm³       | 88 kW (120 pk) @3500 rpm  | 300Nm @1750 rpm | 189 km/h       | 11,2 s                 | 100 g/km       | 6-versnellingen handgeschakeld | 2016-          |                |
| 1.6 BlueHDi 120  | I4             | 1569 cm³       | 88 kW (120 pk) @3500 rpm  | 300Nm @1750 rpm | 185 km/h       | 10,6 s                 | 108 g/km       | 6-traps automaat               | 2016-          |                |
| 2.0 BlueHDi 150  | I4             | 1997 cm³       | 110 kW (150 pk) @3750 rpm | 370Nm @2000 rpm | 207 km/h       | 9,6 s                  | 114 g/km       | 6-versnellingen handgeschakeld | 2016-          |                |
| 2.0 BlueHDi 180  | I4             | 1997 cm³       | 132 kW (180 pk) @3750 rpm | 400Nm @2000 rpm | 207 km/h       | 8,9 s                  | 124 g/km       | 6-traps automaat               | 2016-          |                |

### Afbeeldingen

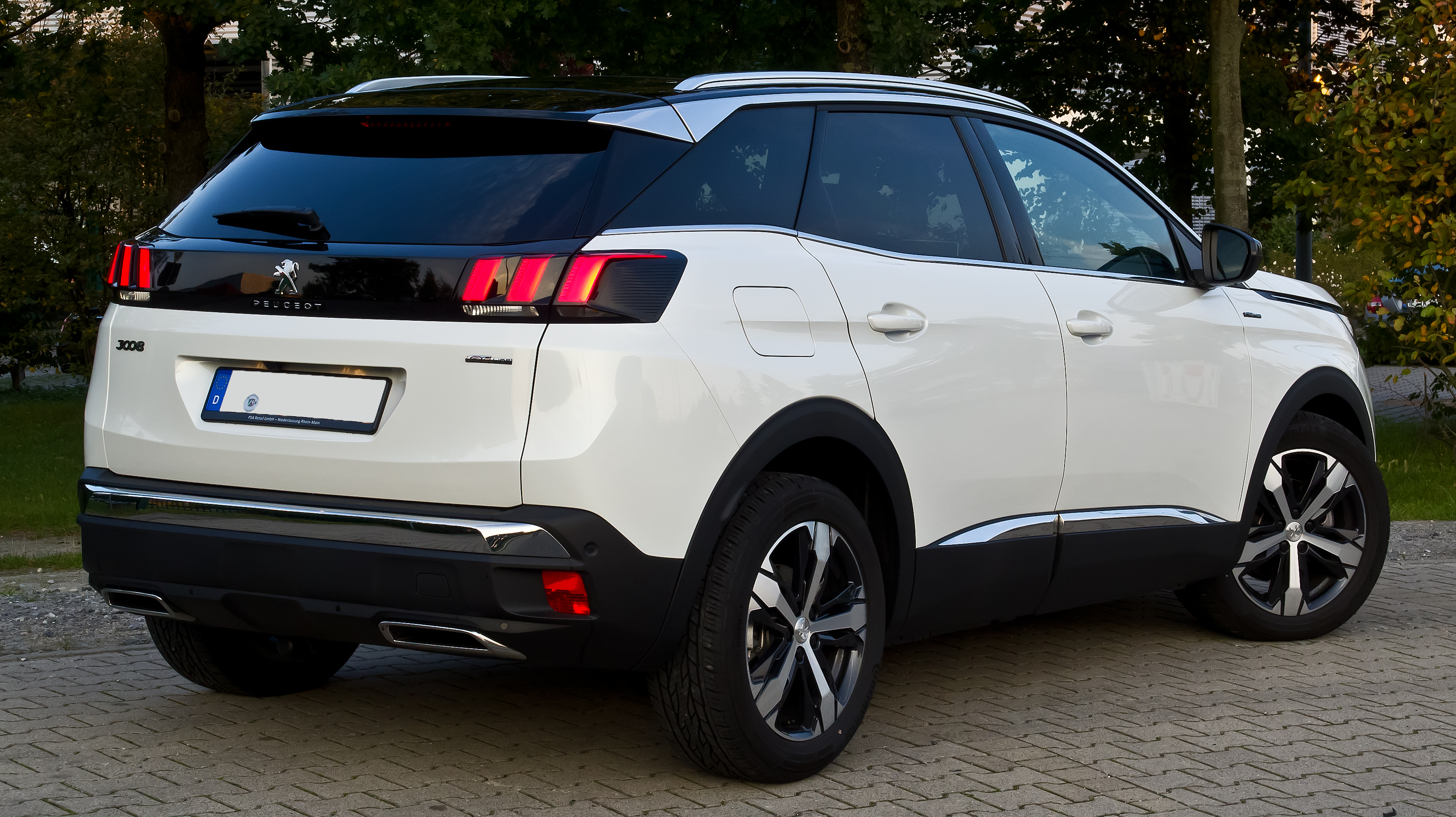
Achteraanzicht
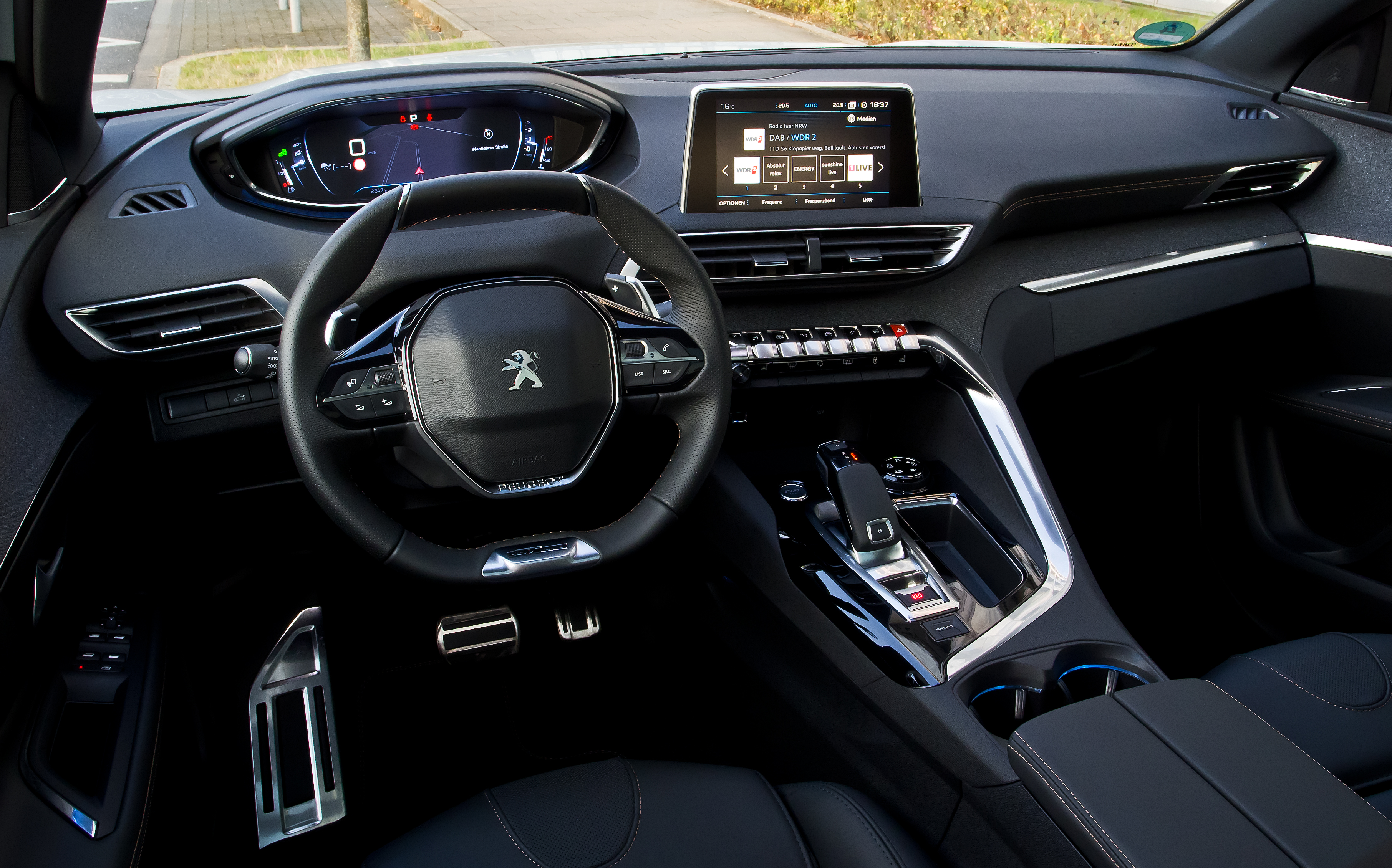
Interieur
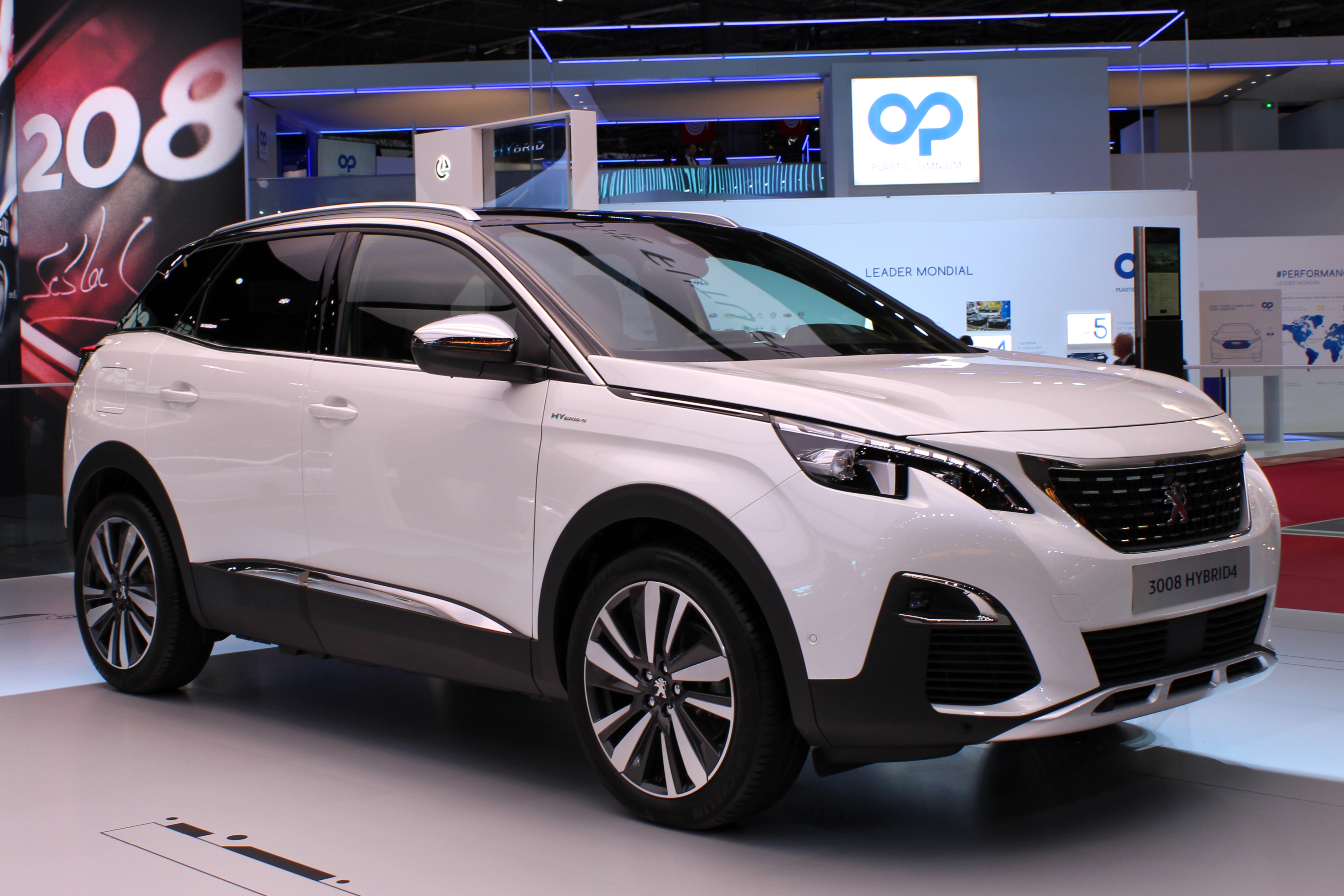
Peugeot 3008 HYbrid4
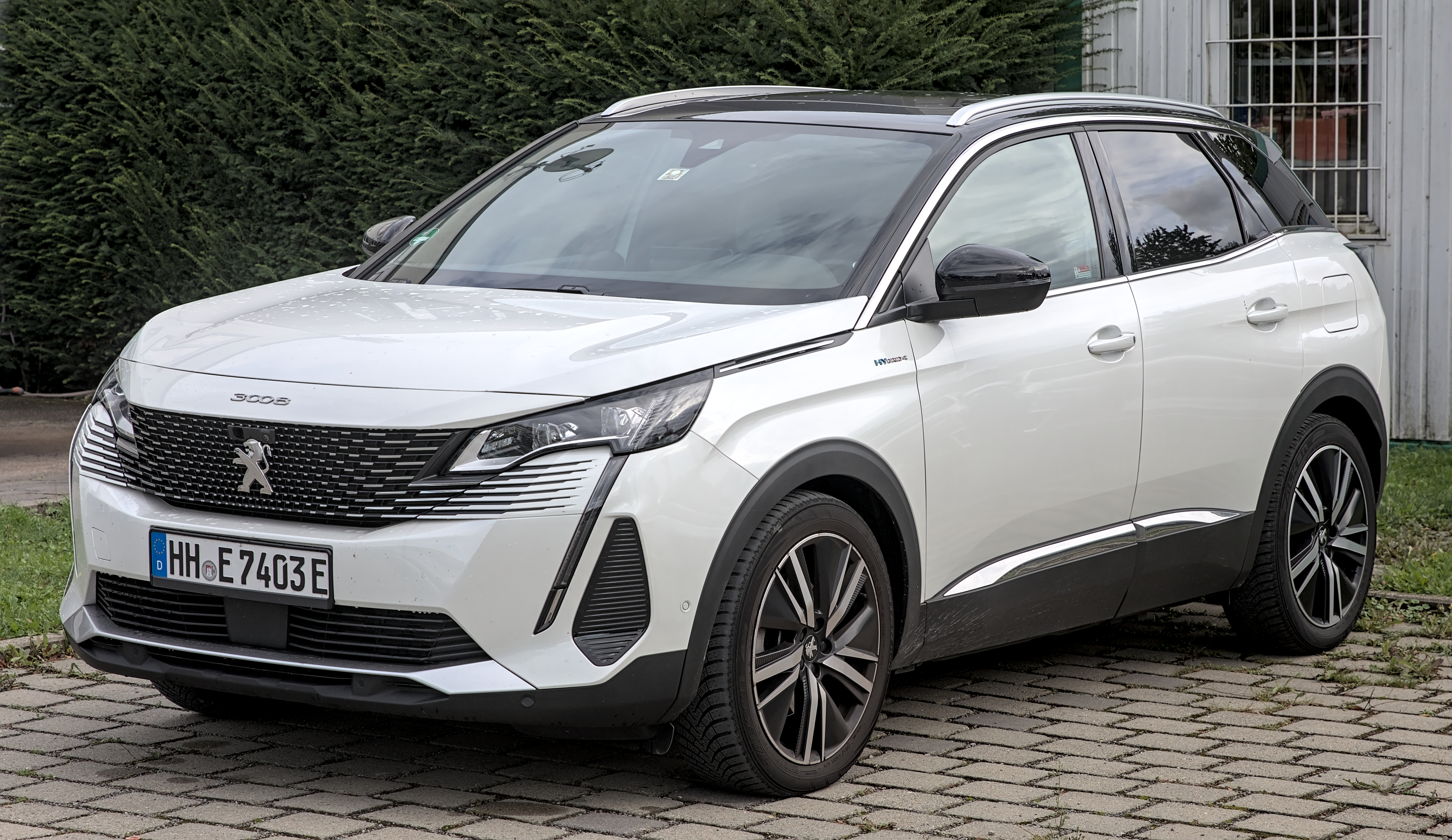
Gefacelift model vanaf 2020

In productie: 208 · e-208 · 301· 308 · 508 · 1007 · 2008 · 3008 · 5008 · Boxer · Expert · Partner

Niet meer geproduceerd: 104 · 106 · 107 · 108 · 
201 · 202 ·
203 · 204 ·
205 ·
206 · 206 CC ·
207 · 207 CC ·
301 · 302 ·
304 · 305 · 306 · 307 · 309 · 
401 · 402 · 
403 · 404 · 405 · 406 · 407 · 4007 ·
504 · 505 · 
604 · 605 · 607 · 
806 · 807 · iOn · 
J4 · J5 · J7 · J9 · Bipper ·
D3A · D4A · RCZ

Prototypes: 907 · 908 RC · 916 · Proxima · Oxia · EX1 · e-Legend

Historische modellen: Type 1 · Type 2 · Type 3 · Type 4 · Type 5